# サッカーベネズエラ女子代表
サッカーベネズエラ女子代表（サッカーベネズエラじょしだいひょう）は、ベネズエラサッカー連盟(スペイン語: Federación Venezolana de Fútbol, 略称：FVF)によって編成されるベネズエラの女子サッカーナショナルチームである。南米サッカー連盟(CONMEBOL)に所属している。1991年に代表チームが結成され、南米女子サッカー選手権であるコパ・アメリカ・フェメニーナに出場している。
女子ワールドカップ、オリンピックともに出場はない。

## ワールドカップの成績
- 1991 - 予選敗退
- 1995 - 不参加
- 1999 - 予選敗退
- 2003 - 予選敗退
- 2007 - 予選敗退
- 2011 - 予選敗退

## オリンピックの成績
- 1996 - 不参加
- 2000 - 予選敗退
- 2004 - 予選敗退
- 2008 - 予選敗退
- 2012 - 予選敗退

## コパ・アメリカ・フェメニーナの成績
- 1991 - 3位
- 1995 - 不参加
- 1998 - グループリーグ敗退
- 2003 - グループリーグ敗退
- 2006 - グループリーグ敗退
- 2010 - グループリーグ敗退

## FIFAランキング
- 初登場 - 73位(2003年7月)
- 最高順位 - 67位(2009年12月)
- 最低順位 - 118位(2008年6月)